# Маттео Трапола
Маттео Трапола, іноді Мацей Трапола (пом. 1637, Новий Вісьнич, Польща) — італійський архітектор, пов'язаний з двором краківського воєводи Станіслава Любомирського. Був представником північноіталійського передбарокового стилю.

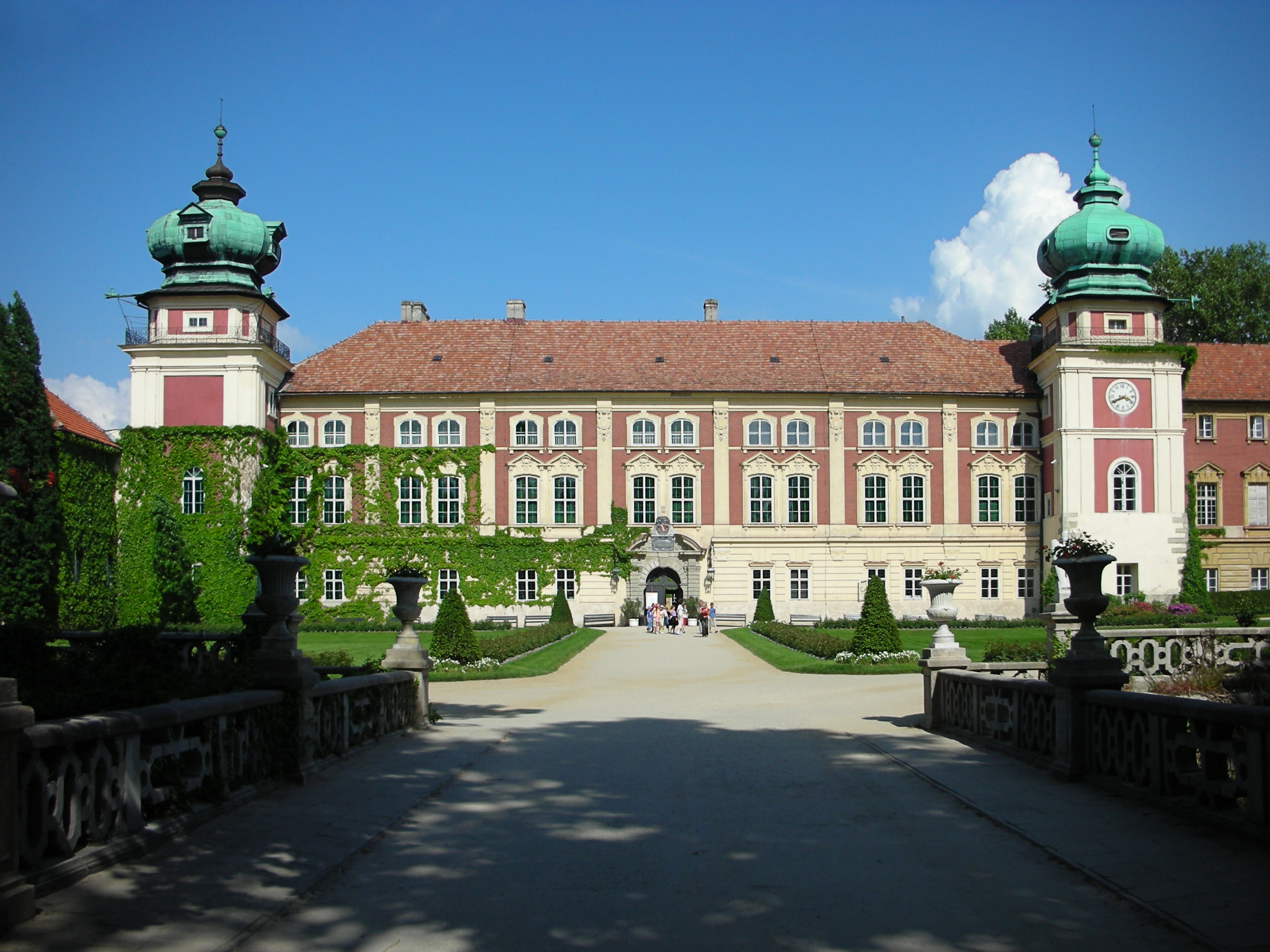
Палац у Ланьцуті

У своїй діяльності на території тогочасної Речі Посполитої проєктував світські, релігійні та військові споруди (ратуша, костел, монастир, фортеці). Найбільше працював у Новому Вісьничі, де створив цілий архітектурний ансамбль. Йому приписують також реконструкції оборонних фортець у Полонному, де він перебудував фортецю по п'ятикутній формі бастіонних укріплень, і Ланьцуті.
Автор проєкту костелу Святої Трійці в Конецполі
Похований у Новому Вісьничі, у кармелітському монастирі, який сам проєктував.